# Mamen García
María Carmen García Martín, más conocida como Mamen García (Onteniente, Valencia, 21 de marzo de 1947) es una artista española que ha desarrollado su carrera profesional en teatro, televisión, música y doblaje. Es la madre del pianista Albert Sanz.

## Trayectoria
La actriz ha participado en numerosas series como Escenas de Matrimonio, donde interpretaba a Brígida, así como La que se avecina, "Cuéntame cómo pasó", Maniàtics, Socarrats, Les Moreres o Check-in hotel. Además ha participado en otras producciones televisivas como Si yo fuera presidente, Corazón, La tarde y A media voz.
En teatro, ha formado parte del reparto de Crisis de identidad, El diluvio que viene, Terapias, Norine, El hombre de La Mancha, Memory: de Hollywood a Broadway, Alarmas y excursiones y Zorba el griego, entre otros espectáculos.
En 2010, protagonizó junto a Jordi Ballester el cortometraje GRP del director Vicente Bonet. Anteriormente, en 2004, protagoniza el cortometraje "El Señor Café y la Señorita Sacarina", dirigido por Carlos Carbellido y producido por la Universitat Jaume I de Castellón.
La artista no solo ha triunfado en cine, teatro y televisión, sino que también ha conseguido el éxito en el mundo de la canción. Intérprete y letrista es además productora de los álbumes Y yo también a ti y Marzo. Para el recuerdo quedan los vinilos del grupo Patxinger Z, del que fue vocalista. En 2010, editó un nuevo disco titulado “El Cofrecito”.
Puso su voz a la sintonía 'jingle' que suena en los establecimientos físicos de Mercadona. La sintonía se grabó en el año 1986 en Tabalet Estudios.
Como actriz de teatro y comedia musical, ha merecido en dos ocasiones el premio de interpretación en los Premios de las Artes Escénicas de la Generalitat Valenciana, en 2000 a la mejor actriz por su papel de Leonor en Naturaleza y propósito del universo y en 2006 a mejor actriz de reparto por la psiquiatra Berta Bornikoff en Terapias. En el 2009 le dieron el Premio Berlanga a la Trayectoria Profesional.
Actualmente interpreta el papel de Amparo Peláez, la más mayor del grupo de protagonistas de la exitosa serie de Telecinco y Amazon Prime Video, Señoras del (h)AMPA. 
En 2021 protagoniza la comedia musical Tengamos la fiesta en paz dirigida por el cineasta español Juan Manuel Cotelo, que se convierte en la gran sorpresa de la cartelera española, junto a grandes producciones de Hollywood. En 2022 se estrena en 15 países más de Europa y América.

## Filmografía

### Series de televisión
| Año       | Serie                     | Personaje                                           | Canal                   | Notas        |
| --------- | ------------------------- | --------------------------------------------------- | ----------------------- | ------------ |
| 2007      | La que se avecina         | Pitonisa Morgana                                    | Telecinco               | 2 episodios  |
| 2007      | Les moreres               |                                                     | Canal Nou               |              |
| 2008      | Maniàtics                 | Blanche (en el 1x04) /Puri                          | Canal Nou               |              |
| 2008      | Socarrats                 |                                                     | Canal Nou               |              |
| 2009      | Escenas de matrimonio     | Brígida Muro                                        | Telecinco               |              |
| 2009      | Check-in hotel            |                                                     | Canal Nou               |              |
| 2010      | Las chicas de oro         | Madame Soraya                                       | La 1                    | 1 episodio   |
| 2011      | Cuéntame cómo pasó        | Patro                                               | La 1                    | 1 episodio   |
| 2012      | Stamos okupa2             |                                                     | La 1                    | 1 episodio   |
| 2015      | Aquí Paz y después Gloria | Jimena                                              | Telecinco               | 4 episodios  |
| 2017      | Ella es tu padre          | Avelina                                             | Telecinco               | 1 episodio   |
| 2019-2021 | Señoras del (h)AMPA       | Amparo Peláez                                       | Telecinco / Prime Video | 26 episodios |
| 2022-2026 | La que se avecina         | Victoria Rafaela Balmaseda de Unzeta y Téllez-Girón | Telecinco / Prime Video | 40 episodios |

### Cine
- Sancho (2023)
- En otro lugar (2022)
- Mamá o papá (2021)
- Tengamos la fiesta en paz (2021)
- Vivir dos veces (2019)
- Paella Today (2017)
- El bar (2017)
- Un talento innato (2013)
- Habitus (2011)
- 9 meses (2009)
- Conchín se lo traga (2010)
- Grp (2010)
- King Conqueror (2009)
- El enigma Giacomo (2009)
- Flor de mayo (2008)
- Malos hábitos (2005)
- Síndrome laboral (2005)
- Mintiendo a la vida (2005)
- Cañas y barra (2004)

### Programas de Televisión
- Estudios Valencia. Personaje fijo. Canal 9.
- Patxinguer Z, programa semanal de F. G.ª Tola.
- Si yo fuera presidente
- Corazón
- La tarde
- A media voz
- Tot per l'audiencia, Canal 9.
- Benifotrem
- Qué punto. Globomedia. Tele 5.

## Teatro
- Billy Elliot (2017)
- Éramos tres hermanas.
- Crisis de identidad. Rafa Calatayud. La Pavana.
- Teràpies. Rafa Calatayud. La Pavana.
- Ubú. Jaume Policarpo. Bambalina.
- Hedda Gabler. Rafa Calatayud. La Pavana.
- Naturalesa i propòsit de l’univers. Rafa Calatayud. Moma.
- Norine Rafael Calatayud. Les mans negres
- El hombre de La Mancha.
- Memory: de Hollywood a Broadway.
- Incendiaris. Carles Alfaro.
- Alarmas y excursiones. R. Calatayud.
- Zorba el Griego". G. Tambascio.
- El diluvio que viene. Miramón Mendi.
- Taxímetros. Javier Ramos.
- Luisa Fernanda y La tabernera del puerto. Miramón Mendi.
- Actuaciones en el Palau de la Música: Quaranta Maula, La veu tancada (Trobada del Mediterrani), Tirant lo Blanc e Ilusiones (de l’ONCE).
- The Virgo de Visanteta Musical Story.
- Caperucita en Manhattan (2025). Dir.ª: Lucía Miranda. Personaje protagonista. Teatro de la Abadía, Sala Juan de la Cruz.